# Bittert ris
Bittert ris (italienska: Riso amaro) är en italiensk dramafilm från 1949 i regi av Giuseppe De Santis, vanligen räknad som ett av den italienska neorealismens främsta verk trots att den inte är en helt renlärig representant för den neorealistiska skolan.
Filmen var den första av två i De Santis produktion där kvinnor, både som individer och kollektiv, är berättelsens huvudpersoner. Den kan i det avseendet ses som en generalrepetition för Rom klockan 11 (1952) där neorealismen är mer renodlad och den individuella viljans betydelse underordnas en skoningslös slumpmässighet. Framställningen av de kvinnliga arbetarnas slit på risfälten är mer optimistisk och tydligt influerad av socialistisk realism som den tedde sig i sovjetisk film. Slutuppgörelsen mellan de goda och onda krafterna i filmen är lika tydligt påverkad av amerikansk gangsterfilm med det viktiga undantaget att i denna film är det kvinnorna som sköter skjutandet sedan deras manliga följeslagare i ett tidigt stadium av slutstriden försatts i obrukbart skick.
Filmen nominerades till en Oscar för bästa berättelse vid Oscarsgalan 1951. Den blev känd även för sitt nyskapande soundtrack med en kombination av amerikansk jazz och italienska dialektala folkvisor. En intressant detalj med anknytning till just sångerna är att Silvana Manganos talröst dubbades av Lydia Simoneschi men sångerna sjöng hon in själv och har alltså två olika röster i filmen.

## Handling

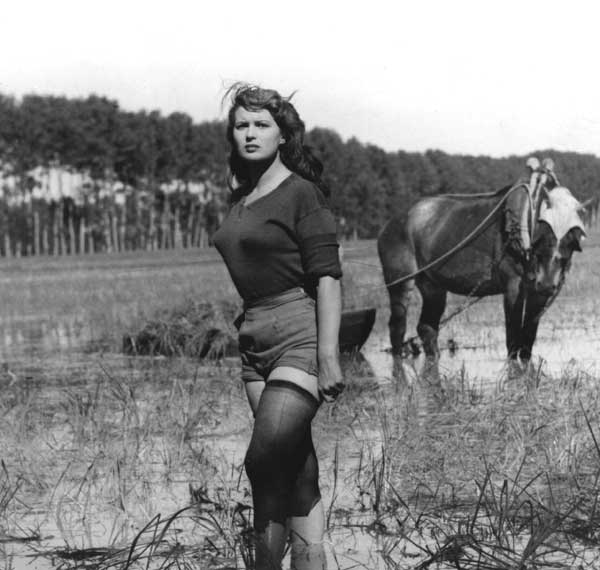
Silvana Meliga (Silvana Mangano) är påtagligt bekymrad över de avtalslösa konkurrenternas forcerade framfart i risfältet.

På järnvägsstationen i Turin väntar ett antal civilklädda poliser på två tjuvar, Walter (Vittorio Gassman) och Francesca (Doris Dowling), som är på flykt efter att ha stulit ett mycket värdefullt halsband. Samtidigt samlas där ett stort antal kvinnor som är på väg till risfälten vid Vercelli. Silvana Meliga (Silvana Mangano), en livsglad och sprallig "mondina" från Ferrara som gjort resan flera gånger tidigare, ger en improviserad dansföreställning med en Boogie woogie till musik som strömmar ut från en resegrammofon. Walter kliver fram och blir Silvanas danspartner för att vilseleda polisen. Planen misslyckas emellertid och Walter får fly springande mellan tåg och lyckas undkomma polisen genom att rusa över ett spår sekunden innan ett långt tåg passerar och blockerar vägen för poliserna. Francesca använder sig av en annan taktik. Hon väljer att gömma sig bland kvinnorna som ska till risfälten och låtsas vara en av dem. Silvana som tidigare har sett henne tillsammans med Walter anar att Francesca är en av tjuvarna som polisen söker. I ett obevakat ögonblick hittar Silvana halssmycket bland Francescas saker på tåget och lägger beslag på det.
Väl framme på risfälten inkvarteras kvinnorna i kaserner som de får låna av värnpliktiga soldater vilka flyttar ut till tillfällig inkvartering i tält. Ett underbefäl på platsen, sergeant Marco Galli (Raf Vallone), har sedan tidigare säsonger ett gott öga till Silvana, i vilken han ser en möjlig framtida hustru. Det börjar bli en aktuell fråga eftersom kriget sedan länge är slut och Galli efter 10 års tjänstgöring inser att hans möjligheter till militärt avancemang i fredstid är högst begränsade. Han är därför på väg att lämna armén och avser att intensifiera sin uppvaktning av Silvana.
Redan första dagen på risfälten aktualiseras konflikten mellan den oorganiserade arbetskraften och den stora majoritet som har anställningsavtal. Arbetsgivarens rättare kommer till platsen och meddelar att "le crumire" (de avtalslösa) ska skickas hem med ett tåg, varvid arbetsgivaren erbjuder dem en gratis hemresa och en dagslön (1 kg ris) om de åker utan bråk. 
Francesca blir desperat eftersom hon ännu inte lyckats få tillbaka halsbandet av Silvana. Hon sätter igång med en kraftfull agitation som om hon vore en äkta arbetarledare på barrikaderna och eldar upp de övriga avtalslösa till den grad att de vägrar gå med på arbetsgivarens anbud och i stället bildar ett fristående arbetslag med det uttalade målet att hålla en högre arbetstakt än de organiserade, vilket de också lyckas med. Det leder till ett stort bråk mellan grupperna där militären får skilja dem åt. I det sammanhanget visar Silvana det stulna smycket för sergeant Galli som dock inte vill agera i saken på något sätt. Polis tillkallas inte, de två konkurrerande grupperna sluter fred och arbetet fortsätter. De oorganiserade får till stånd ett avtal med arbetsgivaren och alla arbetar nu för samma lön.
Under en danstillställning efter en hård arbetsdag ger Silvana en uppvisning i modern dans för kvinnorna och traktens ogifta män med det stulna halssmycket runt sin hals. Just då dyker Walter upp. Han har dåliga nyheter till Francesca. Halssmycket är en förfalskning så de behöver just nu inte bry sig om att Silvana har det. Senare utnyttjar han smycket och ger det som en gåva till Silvana som han har tänkt sig ska ta över Francescas plats och som han senare även inleder en sexuell relation med. Silvana är kluven men kan inte motstå Walter som ter sig spännande och lovar att alla hennes drömmar om ett bättre liv i lyx ska uppfyllas. Francesca i sin tur försöker komma närmare sergeant Galli som hon attraheras av och vars uppvaktning av Silvana inte har lett till önskat resultat. Walter håller sig gömd i ett stort förråd med flera ton ris från föregående års skörd som ska delas ut som lön till de arbetande kvinnorna. Där överraskar han en natt några småtjuvar i färd med att stjäla några kilo ris och föreslår dem att de ska samarbeta och stjäla alltihop.
Den sista dagen av säsongen firas en förlovning mellan en av kvinnorna och en ortsbo samt kvinnornas val av Silvana till "Miss Mondina 1948". Under firandet smiter Silvana på uppdrag av Walter iväg och öppnar dammluckorna vilket leder till att risfälten översvämmas. Nästa skörd hotas nu av en katastrof. När larmet om detta kommer lämnar alla festplatsen och rusar iväg för att stänga luckorna och gräva rännor som ska leda bort vattnet. Under tiden kör Walter och hans nya vänner fram ett par lastbilar och börjar lasta på riset. Francesca upptäcker vad som är på gång och stoppar Marco Galli som nu har tagit avsked från det militära för gott och är på väg hem.
När Walters medbrottslingar inser att de är upptäckta flyr de i en lastbil medan Walter och Silvana springer in i en byggnad och gömmer sig där. Marco och Francesca följer efter in varpå Walter kastar en kniv som träffar Marco strax under nyckelbenet och försätter honom ur stridbart skick. Francesca tar då Marcos pistol och avlossar flera skott mot Walter som träffas i sidan och faller ihop, även han oförmögen att fortsätta striden. På Walters uppmaning tar Silvana hans revolver och avfyrar tre skott av de fem som finns vapnet men hon är helt oerfaren som skytt och missar grovt. Francesca talar om för Silvana att hon har blivit totalt lurad av Walter och att hans fina gåva inte är äkta. Silvana inser att det är sant och samtidigt hela vidden av sina felaktiga val; hon har låtit lura sig själv och satt sina arbetskamrater i en oerhört svår sits genom att översvämma risfälten. Desillusionerad och djupt besviken vänder Silvana revolvern mot Walter och denna gång missar hon inte. Walter blir träffad av ett dödande skott. Därefter skyndar Silvana till festplatsen och klättrar upp i ett högt torn. Francesca inser vad som håller på att hända och försöker hinna i kapp henne men misslyckas. Silvana hoppar rakt ut från tornet, slår i marken ett tiotal meter nedanför och dör omedelbart.
I filmens slutscen täcker polisen över Silvanas döda kropp och hennes gamla arbetskamrater går i tur och ordning fram och strör en näve ris ur sina säckar med avlöningsris över henne som en sista hälsning. Marco Galli med skuldran i bandage är också på plats tillsammans med Francesca och man förstår av deras kroppsspråk att de nu är ett par.

## Rollista
- Vittorio Gassman – Walter
- Doris Dowling – Francesca (italiensk röst: Andreina Pagnani)
- Silvana Mangano – Silvana (italiensk röst, utom sång: Lydia Simoneschi)
- Raffaele "Raf" Vallone – Marco
- Checco Rissone – Aristide
- Nico Pepe – Beppe
- Adriana Sivieri – Celeste
- Lia Corelli – Amelia
- Maria Grazia Francia – Gabriella
- Dedi Ristori – Anna
- Anna Maestri – Irene
- Mariemma Bardi – Gianna
- Maria Capuzzo – Giulia
- Isabella Zennaro – Rosa
- Carlo Mazzarella – Gianetto

## Bakgrund
Ett av de fysiskt mest slitsamma jobb som den italienska arbetsmarknaden någonsin haft att erbjuda är säsongsarbetet som "mondina". Som ordets feminina form anger är det ett kvinnojobb. Det handlar om att plantera ris på Poslättens stora risfält, särskilt i den så kallade gyllene triangeln vars hörn på ett ungefär utgörs av Vercelli, Novara och Pavia, under några intensiva veckor från slutet av april till början av juni. Kvinnorna hämtades av arbetsgivarna med tåg och lastbilar för att under den korta men arbetsintensiva säsongen bo på en så kallad cascina. Italien hade under de första åren efter kriget ett stort överutbud av kvinnlig arbetskraft, vilket gjorde att det inte var något som helst problem att hitta kvinnor som var beredda att för mycket låg lön stå långa dagar barbenta i vattnet under en brännande sol och med böjda ryggar plantera riset samt rensa bort ogräs. Det uppstod konkurrens och stundtals hårda konflikter mellan kvinnor som tecknat avtal med arbetsgivarna i förväg och andra som chansade på att komma till risfälten utan avtal i hopp om att få arbete ändå.

## Om filmen
De Santis fick enligt egen uppgift idén till filmen på hemväg från Paris, där han presenterat sin film Spärrade gränser (1947), när han på järnvägsstationen i Milano hörde en stor grupp kvinnor sjunga oförskämda sånger om snåla och besvärliga arbetsgivare. Han blev upplyst om att det var en hop arbetarkvinnor som var på väg till risfälten och var väldigt glada för möjligheten att kunna tjäna extra pengar. De Santis blev fascinerad av sångerna och tog reda på mer om bakgrunden varefter han bestämde sig för att göra en film på risfälten. Rolltillsättningen blev i alla avseenden en succé. Den ena av två kvinnliga huvudroller var efter en första audition mer eller mindre vikt för det årets (1947) Miss Italien Lucia Bosè men ett andra möte med Silvana Mangano fick De Santis att ändra sig och välja henne i stället. Den andra huvudrollen gick till amerikanskan Doris Dowling som inte sökt rollen men tackade ja när producenten Dino De Laurentiis erbjöd henne den. Filmens skurkroll gick till Vittorio Gassman och hans manlige motpol blev den f.d. fotbollsspelaren Raf Vallone. För samtliga blev denna film en av karriärens höjdpunkter, för Mangano och Vallone medförde den det definitiva klivet upp till stjärnstatus.
Filmen följde neorealismens riktlinjer i vissa avseenden men avvek i andra. Flera av skådespelarna var amatörer, de flesta vanliga säsongsarbetare. Inspelningen ägde rum i cascinor och på risfälten i provinsen Vercelli, närmare bestämt inom kommunerna Lignana och Salasco. Inget filmades i studio. Så långt var allt väl enligt renläriga neorealister, Emellertid finns det flera inslag i filmen som absolut inte är stilren neorealism. Det är framför allt Silvana Manganos roll som brukar lyftas fram som exempel på detta. De Santis anklagades av en del kritiker för att ha "översexualiserat" den som skådespelare uppenbart begåvade Mangano och tillägnat hennes fysiska attribut alltför många meter av filmen. Kritikerna menade också att självmordet i slutet av filmen var kraftigt överdramatiserat, jämfört med eldstriden som föregick det. Självmordsscenen kunde i vilket fall som helst knappast betecknas som realistisk och var därmed inte i linje med neorealismens grundprinciper.

## Mottagandet
Filmen drog mycket publik, framför allt i hemlandet samt i Frankrike, Tyskland och USA och var den första neorealistiska filmen som kan sägas ha blivit en publiksuccé. Filmkritikerna var mindre nöjda. En vanlig åsikt var att De Santis närmast föregående film Spärrade gränser (1947) faktiskt var bättre än denna och att regissörens strävan att förena realism med något slags socialrealistisk konstnärlighet inte var så lyckad. Åsikterna om filmens Hollywood-influenser var också delade och en del verkade anse att Doris Dowling var det enda positiva som USA bidragit med till denna film. Helhetsresultatet hade blivit en säregen blandning av klasskamp, gangsterfilm och melodram och de flesta av kritikerna tyckte uppenbarligen illa om åtminstone någon av dessa ingredienser. Silvana Manganos rolltolkning gjorde henne till något av en "sexsymbol", en europeisk motsvarighet till Rita Hayworth, vilket emellertid en i stort sett enig kritikerkår såg mer som en miss av regissören än en merit för henne.

## DVD
Filmen finns utgiven på DVD av det italienska bolaget Cristaldifilm som 1996 förvärvade Lux film och därmed innehar rättigheterna till över 300 italienska filmklassiker.